# 71-й Нью-Йоркский пехотный полк
71-й Нью-Йоркский пехотный полк (71th New York Volunteer Infantry Regiment так же 2nd Excelsior) — представлял собой один из пехотных полков армии Союза во время Гражданской войны в США. Он был одним из полков «Эксельсиорской бригады» Дэниеля Сиклса. Полк прошёл почти все сражения на Востоке и был расформирован 30 июля 1864 года ввиду истечения срока службы. Часть рядовых была переведена в 120-й Нью-Йоркский пехотный полк.

## Формирование
Ещё 25 апреля полковник Джордж Холл и подполковник Генри Поттер начали набор добровольцев и в итоге сформировали подразделение Jackson Light Infantry. 18 мая это подразделение было включено в Эксельсиорскую бригаду как «2-й Эксельсиорский пехотный полк». Полк был сформирован в лагере Кэмп-Скотт на острове Статен и с 20 июня по 18 июля его роты были приняты на службу в федеральную армию на срок в 3 года. Название «71-й Нью-Йоркский» было присвоено полку позже, 11 декабря 1862, согласно приказу Военного Секретаря от 5 декабря.
Роты полка были набраны в основном: Рота А и D — в Ньюарке, роты B, C, F — в Нью-Йорке, рота Е — в Оринже, G — в Филадельфии, рота Н — в Олине и Нью-Йорке, рота I — в Грин-Велли и Колчестере, рота К — в Кингстоне.
Первым командиром полка стал полковник Джордж Холл, подполковником — Генри Поттер, майором — Питер Макдермотт.

## Боевой путь

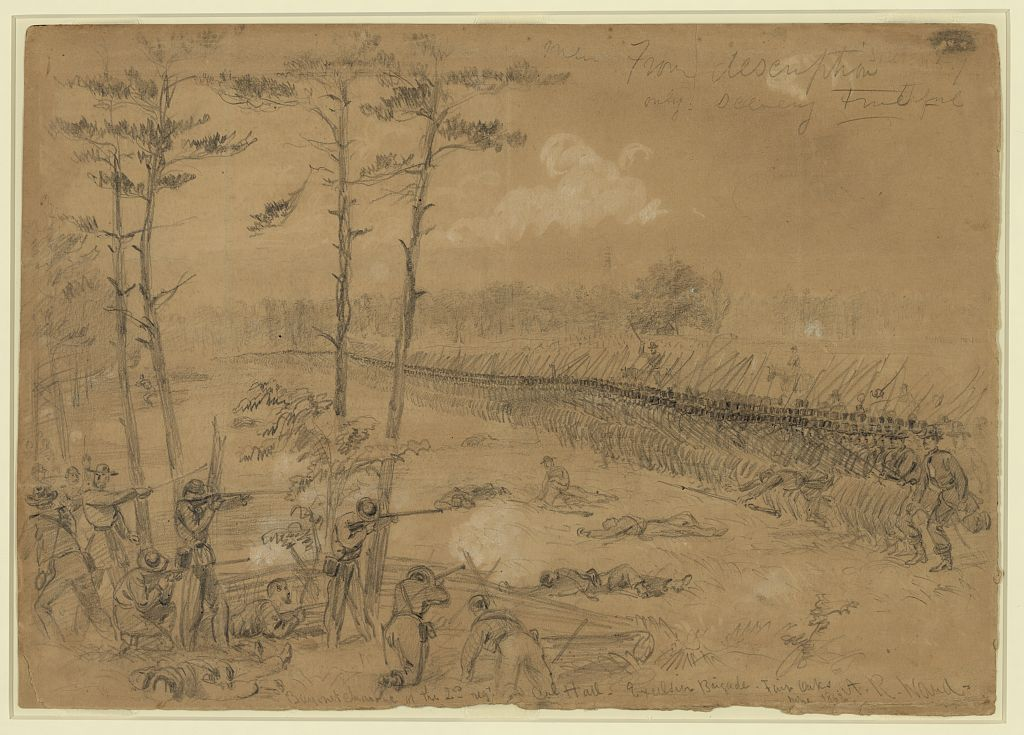
Штыковая атака 71-го Нью-Йоркского в сражении при Севен-Пайнс

23 июля полк покинул штат и был переправлен в Вашингтон, где разместился в вашингтонских фортах. 1 августа майор Макдермотт покинул полк и возглавил новосформированный 170-й Нью-Йоркский пехотный полк. 10 августа капитан Джон Толер стал майором. В марте 1862 года полк числился в III корпусе Потомакской армии, участвовал в наступлении ан Манассас и Фредериксберг, а 9 апреля был переправлен на Вирджинский полуостров и участвовал в осаде Йорктауна. 5 мая он не был задействован в сражении при Уильямсберге, и не понёс потерь, в отличие от остальных полков Эксельсиорской бригады. 1 июня, на второй день сражения при Севен-Пайнс, бригада была брошена в атаку на позиции южан, и 2-й Эксельсиорский находился в первой линии наступления. В этом бою полк потерял 6 человек убитыми, 9 человек ранеными и 5 человек пропавшими без вести.